# 36783 Kagamino
36783 Kagamino è un asteroide della fascia principale. Scoperto nel 2000, presenta un'orbita caratterizzata da un semiasse maggiore pari a 2,4140610 UA e da un'eccentricità di 0,2101447, inclinata di 6,81019° rispetto all'eclittica.